# Elogio di Carlo V
L′Elogio di Carlo V (Éloge de Charles V) è un'opera elogiativo-biografica dell'astronomo e letterato francese Jean Sylvain Bailly, che celebra la memoria dell'antico re di Francia, Carlo V. L'opera ottenne, il 25 agosto 1767, una "menzione d'onore" dall'Académie française.

## Elaborazione dell'opera
Se Jean Sylvain Bailly intraprese la carriera di biografo puramente per ambizione e con l'intento di diventare segretario perpetuo dell'Accademia delle scienze non è del tutto chiaro. Sappiamo che Bailly ebbe un flirt con le belles-lettres prima di scoprire la matematica; sappiamo anche che per tutta la vita continuò a scrivere poesie occasionali; abbiamo anche la testimonianza di Lalande secondo cui «il suo gusto per la letteratura lo rilassava dal suo lavoro astronomico». Quello che sappiamo è anche che l'insigne matematico D'Alembert consigliò a Bailly di scrivere biografie elogiative di illustri personaggi del passato, perché era necessario per l'avanzamento di carriera nell'accademia.
Nel 1767 l'Académie française, la più importante accademia di Francia, propose un concorso di éloge per il re Carlo V di Francia che metteva in palio un prix d'eloquence. Bailly decise di partecipare, scrivendo un proprio elogio, intitolandolo Éloge de Charles V.  L'astronomo, ancora agli albori della sua successiva carriera letteraria, riuscì comunque ad entrare nella rosa dei finalisti, ma al termine del concorso, nella sessione pubblica del 25 agosto, la sua opera ottenne solo una menzione d'onore. A vincere il premio fu comunque un amico di Bailly, il poeta Jean-François de La Harpe.
Successivamente al concorso, prima della pubblicazione comunque, Bailly ritoccò l'opera facendo alcuni ridimensionamenti.
Commentando l'elogio a Carlo V, uno dei biografi di Bailly, il matematico François Arago scrive: «niente è più istruttivo che fare ricerche riguardanti le epoche nelle quali si erano originati i principi e le opinioni di quelle persone che poi agirono ruoli importanti sulla scena politica, e su come tali opinioni si fossero poi sviluppate. Con una fatalità molto deplorevole, gli elementi di queste indagini sono poco numerosi e raramente fedeli. Noi non dobbiamo esprimere questi rimpianti relativamente a Bailly: ogni composizione ci mostra la serena, candida, e virtuosa mente dell'insigne scrittore, attraverso un nuovo e vero punto di vista. L'Eloge di Carlo V è stato il suo punto di partenza, seguito poi da una lunga serie di altri lavori».
Gli scritti approvati dall'Académie française, non raggiungevano però gli occhi del pubblico se non dopo essere stati sottoposti alla severa censura di quattro Dottori in Teologia. Se siamo sicuri di possedere integralmente l'éloge di Bailly a Carlo V lo possiamo intuire dalla penna dello stesso autore; se non abbiamo motivo di temere che nessun suo pensiero subì una qualche mutilazione, lo dobbiamo ad un breve discorso che Bailly pronunciò durante una seduta dell'Accademia delle scienze nel 1767. I pensieri di Bailly, però, avrebbero sfidato, come scrive Arago «le menti più schizzinose, la suscettibilità più oscure».

## Contenuto
L′Éloge de Charles V di Bailly, che aveva come soggetto il re francese Carlo V di Francia, è in realtà un catalogo di tutte le cose buone che un suddito obbediente dovrebbe dire di un monarca saggio e buono. La pietà che viene attribuita al re Carlo V non fu calcolata da Bailly per antagonizzare i quattro dottori di teologia il cui compito sarebbe stato quello di censurare l'opera, in realtà il re, semplicemente, era ricordato come un sovrano saggio e magnanimo.
François Arago constata, probabilmente in modo sbagliato, che «nessun tratto nell'opera rivela né fa prevedere nello scrittore il futuro presidente di un'assemblea nazionale riformatrice e soprattutto il futuro sindaco di Parigi al tempo di una effervescenza rivoluzionaria». Questa osservazione è senza dubbio ispirata dal modo in cui Bailly tratta nell'opera la storica rivolta borghese guidata da Marcel, che viene bollato come «un sindaco insolente» mentre il suo assassino è definito «un cittadino fedele». Arago sembra dispiacersi del fatto che Bailly non anticipi il proprio ruolo nella rivoluzione. In realtà è così solo parzialmente: in effetti, nella fattispecie, l'apprezzamento di Bailly verso Carlo non è particolarmente profondo e spesso è solo banale e superficiale.

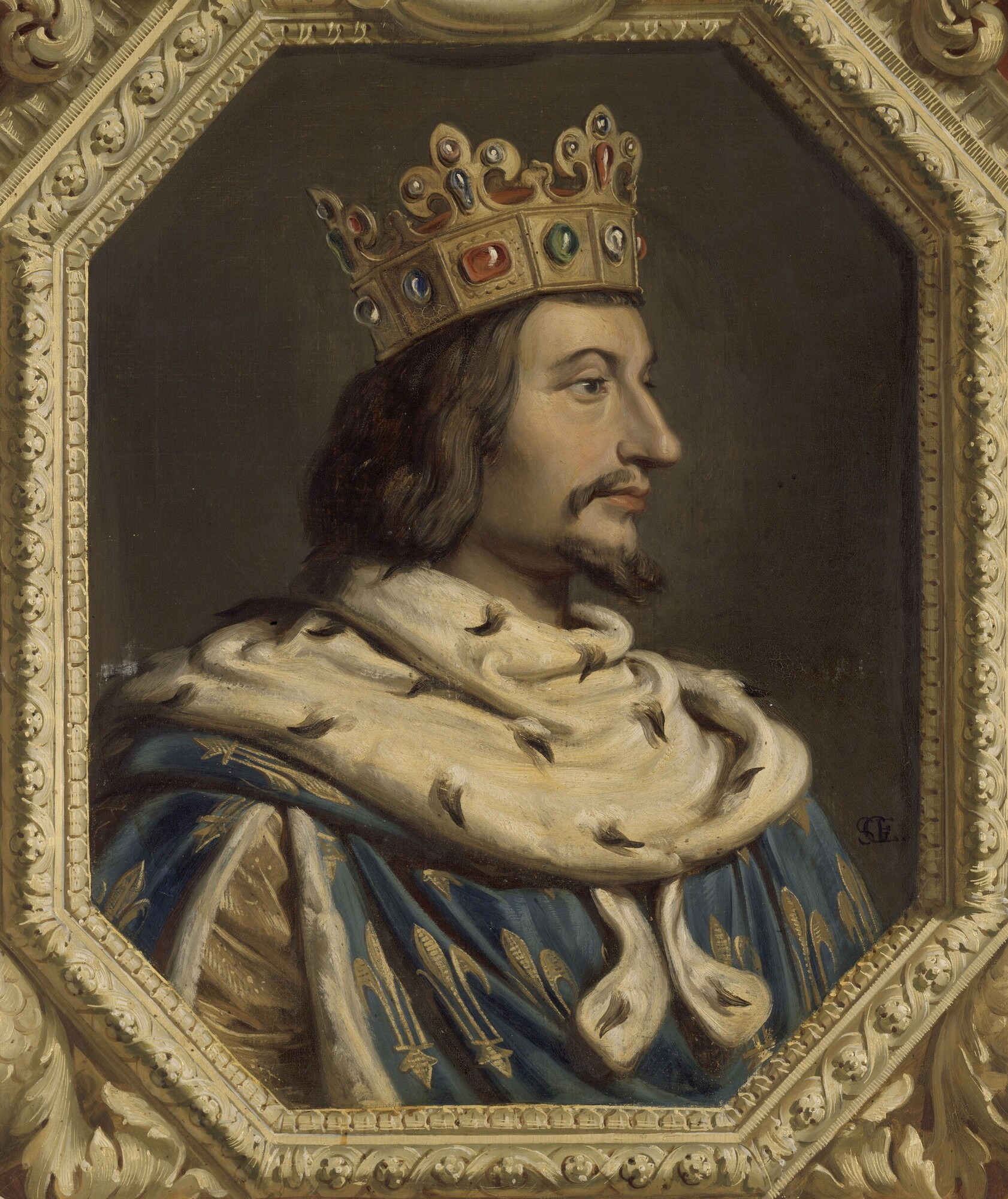
Carlo V di Francia dello il Saggio.

Ed infatti l'autore non si preoccupa del regno di Carlo solo in quanto tale. Sotto la patina di storicità il sottofondo forte che si trova è quello di un vero e proprio trattato politico settecentesco sulla monarchia e sul governo, che forse può non essere originale, ma è sicuramente al passo del movimento filosofico del tempo.
Bailly descrive in dettaglio la cattiva amministrazione e la corruzione del regno precedente, quello del re Giovanni II, gli interessi della nobiltà e la devastazione economica operata dai subsides (i sussidi). «Il panegirista [Bailly] — scrive Arago — srotola con emozione le disgrazie terribili che assalivano la Francia durante il regno di re Giovanni. La temerarietà, l'imprevidenza di quel monarca; le passioni vergognose del re di Navarra; i suoi tradimenti; l'avidità barbara della nobiltà; la sediziosa disposizione del popolo; i saccheggi sanguinosi delle grandi imprese; l'insolenza ricorrente dell'Inghilterra; esprimendo tutto questo senza veli, ma con estrema moderazione».
A questo punto, come contraltare all'immagine negativa del re Giovanni, appare Carlo V "il Saggio". In realtà, infatti è più come riformatore che come re che Carlo V diventa degno di un elogio. E soprattutto, in quanto re, Bailly lo vede come l'incarnazione della legge e il simbolo della volontà popolare. «Un re è la legge resa vivente» scrive Bailly. Questi infatti, nella sua ora più rivoluzionaria, quando divenne prima presidente dell'Assemblea nazionale e poi sindaco di Parigi, non perse mai il suo rispetto per la legge, che egli considerava come un'estensione dei principi naturali. Secondo Bailly il sistema monarchico era, in una visione contrattualistica della storia ispirata da Locke, il compromesso che la saggezza umana aveva ideato tra gli eccessi dell'anarchia e quelli del dispotismo. Il monarca era il principale agente della legge. Se anche avesse potuto comandare tutto, era perché avrebbe comunque dovuto rappresentare la somma totale della volontà popolare; se tutti erano obbligati ad obbedirgli, era perché «loro stessi se l'erano proposto». Questa cessione dei diritti della popolo alla volontà di un singolo individuo dipendeva dunque un patto, un vincolo sacro che imponeva al popolo di obbedire al monarca e al monarca di obbedire al popolo. Il monarca quindi aveva l'obbligo di essere giusto, buono e illuminato. In questo tratto la dottrina politica di Bailly riecheggia con forza quella di Montesquieu, Voltaire e Rousseau.
Bailly inoltre si preoccupa particolarmente degli aspetti economici del regno di Carlo e analizza in dettaglio le sue politiche fiscali. Carlo è lodato per aver recuperato i doni eccessivi, dati in forma di terra e subsides (sussidi), con cui i suoi predecessori avevano acquistato l'appoggio della nobiltà. Allo stesso tempo l'autore fa risferimento alla raccolta equa ed efficiente delle tasse, che era stata a lungo fonte di corruzione e di spoliazioni del tesoro nazionale.
Inoltre, il re è elogiato perché praticò l'economia di stato in tempi prosperi e la spesa pubblica in tempi di sventura. Bailly è ansioso di vedere lo governo economizzare, senza però per questo impedire al re di essere generoso se vuole: «la saggezza decide il momento in cui l'economia diventa una virtù».
Bailly si rende conto che una spesa pubblica intelligente può creare capitali di ricchezza e appianare i punti di massima causate da alternanza tra periodi di scarsità e abbondanza. «L'imposta non è mai pesante quando è destinata alle spese della nazione, rifluisce la nazione stessa e va ad alimentare la fonte da dove è venuta».
Per quanto riguarda il valore monetario della valuta, Bailly mostra degli istinti conservatori, ammettendo che è preferibile difendere le ampie fortune dalle incursioni dell'inflazione. L'inflazione, infatti, calcolata per consentire allo Stato di far fronte ai propri impegni, per Bailly non poteva che avere effetti disastrosi per l'economia: serviva solo per rovinare i creditori a beneficio dei debitori. Gli effetti sarebbero stati nefasti: i poveri sarebbero diventati troppo potenti; il tesoro dei ricchi sarebbe diventato il loro oro; il commercio sarebbe entrato in crisi, e la fede delle persone (in tutti i sensi) sarebbe stata scossa. Carlo viene elogiato anche perché, a differenza dei suoi predecessori, evitò l'imprudenza di emettere denaro a basso valore che Bailly definisce una «risorsa vergognosa e momentanea».
Bailly elogia Carlo anche per la sua alta moralità. Il re infatti, in quanto incarnazione universale della legge, deve vivere egli stesso secondo una legge morale interiore, in modo che la sua condotta sia esemplare davanti al popolo. Qui, in effetti, si può leggere una previsione di quelle che poi sarebbero state le politiche che Bailly avrebbe portato avanti come sindaco di Parigi. Altri motivi di elogio furono: la soppressione, da parte del re, del vizio nella capitale; il suo incoraggiamento all'agricoltura, all'industria e al commercio; e il suo interesse per l'educazione e l'apprendimento. Sull'importanza dell'educazione e della cultura, ben dimostrata dal re, Bailly scrive:
(Bailly nell′Éloge de Charles V.)
Nel passaggio Bailly fa riferimento alla fondazione della prima Bibliothèque du roi presso il tour de la librairie dell'antico Louvre.
Ma Carlo V era anche un re guerriero, e Bailly, non esattamente un militarista, afferma: «Il ferro è malauguratamente l'arbitro delle nazioni». Per giustificare comunque le guerre di Carlo, Bailly le interpretò come difensive, condannando al tempo stesso le guerre di aggressione e gli ingrandimenti territoriali.
(Bailly nell′Éloge de Charles V.)
Bailly afferma, polemizzando contro gli effetti nefasti della guerra, che «se la natura avesse creato solo degli eroi di guerra, la terra sarebbe stata presto deserta». Perciò un re che voglia dirsi «benefattore degli uomini non può anche esserne il distruttore», non può essere, cioè, un re-conquistatore che attui infausti conflitti.
Bailly sottolinea anche un altro fatto importante: ovvero che, durante il periodo di reggenza che Carlo fece fornire per il suo successore, esisteva un Consiglio di Stato in rappresentanza di tutti gli ordini della nazione, «dai grandi che circondano il trono, dai ministri custodi della volontà del principe, fino al semplice cittadino che non ha altro che il suo zelo e le sue luci».

## Stile e ispirazioni
L'Elogio di Carlo V è stata forse l'opera che più di tutte ha mostrato il credo politico di Bailly. Egli si dimostra essere un monarchico moderato, o meglio, con più precisione, un "monarchico costituzionale", che accetta l'autorità del re in qualità di garante della legge e della volontà generale del popolo.
Si è già detto che, nella sua visione politica, Bailly sembra avvicinarsi a Voltaire, che sarebbe diventato più in là il suo nume tutelare, a Montesquieu e, soltanto in alcuni passaggi, Rousseau. La visione contrattualistica invece riprende per certi aspetti John Locke.
Gran parte della retorica di Bailly rappresenta la convenzionale verbosità del XVIII secolo, ed è difficile determinare in che misura egli fu influenzato dagli scrittori contemporanei. In questo caso, sicuramente, si può rilevare la fine mano di Voltaire per vari motivi: nel modo in cui viene trattata la storia, ovvero come complesso delle attività umane; nella richiesta di una monarchia illuminata; nella forte vena umanitaria; e, soprattutto, nella diatriba contro la guerra. Ed infatti L'Histoire de Charles XII di Voltaire si propone come modello per l'attacco di Bailly sul concetto del re-conquistatore.
I passaggi economici sono invece riconducibili, forse, a due opere economico-filosofiche che erano apparse nel 1763: il libro dell'abate Nicolas Baudeau Idées d'un citoyen sur l'administration des finances du roi (pubblicato ad Amsterdam) e il libro di Roussel de la Tour La Richesse de l'état. Questi due autori proponevano modi e mezzi fattibili per tagliare le spese ed aumentare le entrate e chiedevano specificatamente l'abolizione di numerosi privilegi feudali e i numerose tecniche di riscossione che favorivano la ricchezza delle famiglie nobiliari a svantaggio della nazione.
Bailly non era certamente un economista rivoluzionario nel 1767, né era un esperto banchiere come Necker, ma l'insinuazione di tali idee economiche in un Éloge dedicato ad un sovrano francese è la prova evidente che egli era bene informato in materia economica, e su di essa aveva delle idee molto precise. Bailly, ormai, aveva capito infatti che numerosi mali dell'economia dipendevano dall′ancien régime e dagli antichi retaggi e privilegi, soprattutto di natura economica, che erano concessi ai nobili, e che non potevano che sfavorire il sistema economico nazionale.